# 莫瑞·H·普羅特
莫瑞·哈羅德·普洛特（英語：Murray Harold Protter，1918年2月13日—2008年5月1日）是一名美國數學家、教育家，因其對偏微分方程理論的貢獻，以及他在微積分方面的暢銷教科書而知名。

## 生平
普洛特在1937年獲得密西根大學數學碩士學位，並在1946年獲得布朗大學博士學位，論文題為《廣義球面諧波》，由利普曼·伯斯指導。第二次世界大戰期間，他在康乃狄克州斯特拉特福德的沃特公司研究軍用飛機的氣動彈性及飄動問題。他曾擔任雪城大學助理教授（1947年－1951年）與普林斯頓高等研究院研究員（1951年－1953年），並在1953年至1988年任職於加利福尼亞大學柏克萊分校。他還是米勒研究的教授和米勒科學基礎研究院的執行主任。他是運籌學家菲力普·普羅特（Philip Protter）的父親。
普羅特開發了「自訂進度」的數學學習。1941年起，他成為美國數學學會的長期成員，曾擔任財務長（1968年－1972年）和書評專欄的編輯。

## 著作
- 《Calculus with Analytic Geometry:  A first Course》（1964年，與小查爾斯·B·莫雷（英语：Charles B. Morrey, Jr.））
- 《Intermediate Calculus》（1971, 1985年，與小查爾斯·B·莫雷）
- 《A First Course in Real Analysis》（1976, 1991年，與小查爾斯·B·莫雷）
- 《Basic Elements of Real Analysis》（1998年）
- 《Maximum Principles in Differential Equations》（1967[3], 1999年，與漢斯·溫伯格（英语：Hans Weinberger））